# Вулиця Всеволода Нестайка (Дніпро)
Вулиця Всеволода Нестайка - вулиця в Індустріальному районі м. Дніпро, житловий масив Калинівський (до 2015 Нове Клочко)

## Історія
1950-ті рр. – створено як внутрішньоквартальний прямий проїзд між вулицями Холодильною та Травневою в селищі Нове Клочко. Первісно не мав назви.
1964 р. – перша виявлена згадка під назвою «Смольная улица». 
В ході експлуатації вулиця отримала сучасну ускладнену конфігурацію.
Сучасну назву отримала  на честь письменника, класика сучасної української дитячої літератури Всеволода Нестайка
19.05.2016 р. – розпорядженням голови ДОДА № р-223/0/3-16 вулицю перейменовано на «Всеволода Нестайка»

## Установи та заклади
- Підстанція швидкої медичної допомоги Індустріального району м. Дніпро, вул. Всеволода Нестайка,5